# Torre Baró
Torre Baró es uno de los trece barrios que integran el distrito de Nou Barris de Barcelona. Tiene una superficie de 1,76 km² y una población de 2939 habitantes (2023).

El barrio, que en los años cincuenta y sesenta fue urbanizado de forma autónoma por emigrantes de otras zonas de España, desempeña un papel prominente en la película El 47 (2024), sobre una lucha vecinal de 1978.

## Historia

### Orígenes y primeros proyectos urbanísticos
El nombre "Torre Baró" se origina de dos torres construidas por la familia Pinós entre los siglos XVI y XVIII.
A principios del siglo XX, se concibió un proyecto de ciudad-jardín en la zona, destinado a las clases trabajadoras, similar a otras iniciativas en Barcelona como la urbanización de la avenida del Tibidabo y el Park Güell. Sin embargo, este proyecto fracasó debido a la ubicación remota y a los problemas de acceso, lo que llevó al abandono de la iniciativa.

### Desarrollo urbano y autoconstrucción
Tras la guerra civil española, la escasez de viviendas en Barcelona impulsó la parcelación y venta de terrenos en Torre Baró a precios asequibles. Esto atrajo a inmigrantes de diversas regiones de España, especialmente durante las décadas de 1950 y 1960, quienes construyeron sus propias viviendas en condiciones precarias y sin infraestructuras básicas. Las fuertes pendientes del terreno y la falta de planificación urbanística contribuyeron a que el barrio careciera de servicios esenciales durante muchos años.

### Luchas vecinales y mejoras urbanísticas
La falta de infraestructuras y servicios básicos llevó a los vecinos de Torre Baró a organizarse y luchar por mejoras en el barrio. Una de las acciones más destacadas ocurrió en 1978, cuando Manolo Vital, un vecino del barrio, "secuestró" un autobús de la línea 47 y lo condujo hasta Torre Baró para reivindicar la necesidad de transporte público en la zona. Este acto de protesta simbolizó la determinación de la comunidad por obtener condiciones de vida dignas.

## Situación actual y perspectivas futuras
En las últimas décadas, las administraciones públicas han llevado a cabo diversas intervenciones para mejorar la calidad de vida en Torre Baró. Se han desarrollado infraestructuras de comunicación, como la avenida de Vallbona, que conecta el barrio con el resto de Nou Barris, y se ha mejorado el acceso al transporte público con la inclusión de líneas de autobús y metro. A pesar de estos avances, Torre Baró conserva su carácter singular, con calles sinuosas adaptadas al relieve montañoso y viviendas autoconstruidas que reflejan la historia de esfuerzo y resistencia de sus habitantes.